# Teresa Sordé Martí
Teresa Sordé Martí (Castellvell del Camp, 1976) és Catedràtica en el Departament de Sociologia de la Universitat Autònoma de Barcelona. Es investigadora del GEDIME (Grup d'Estudis en Migracions i Minories Ètniques) i del CER Migracions. Es va doctorar el 2004 a la Universitat de Barcelona i el 2007 va obtenir un doctorat en Educació a la Universitat Harvard. El seu treball es mou al voltant de la minoria ètnica gitana a Europa, focalitzant-se en diferents aspectes com la situació de les dones i els seus drets, la mobilització social, els processos migratoris, l'educació, la salut etcètera i l'impacte social de la recerca. A més, ha format part de diferents projectes d'investigació finançats per la Comissió Europea. En primer lloc, WORKALO (FP5, 2001-2004) centrat en millorar la inclusió laboral gitana. En segon lloc, INCLUD-ED (FP6, 2006-2011) focalitzat en estratègies de cohesió social com ara l'educació. Per acabar, IMPACT- EV (FP7, 2014-2017), dedicat a efectura un sistema i procès permanent de selecció, seguiment i avaluació dels impactes de la rinvestigació en Ciències Socials i Humanitats. Actualment, està dirigint el projecte H2020 REFUGE-ED. Els seus estudis s'han publicat en revistes científiques com Qualitative Inquiry, Journal of Interpersonal Violence i PLOSONE.
Teresa Sordé és presidenta de l'Associació Catalana de Sociologia, filial de l'Institut d'Estudis Catalans i vice-presidenta de la European Sociological Association.

## Publicacions
- Editorial. Special Issue: working on the ground to contest inequalities. Insights about ethnic minorities, indigenous communities and migrants navigating geographies worldwide. Martí, T. S., Macías-Aranda, F., Aiello, E. & Cisneros-Kostic, R. M., Mar 2020, In: International Journal of Roma Studies.
- A review of literature on evaluating the scientific, social and political impact of social sciences and humanities research. Reale, E., Avramov, D., Canhial, K., Donovan, C., Flecha, R., Holm, P., Larkin, C., Lepori, B., Mosoni-Fried, J., Oliver, E., Primeri, E., Puigvert, L., Scharnhorst, A., Schubert, A., Soler, M., Soòs, S., Sordé, T., Travis, C. & Van Horik, R., 1 Jan 2018, In: Research Evaluation. 27, 4, p. 298-308.
- Drugs and mental health problems among the roma: Protective factors promoted by the iglesia evangélica filadelfia. López, J. A., García, R. F. & Martí, T. S., 14 Feb 2018, In: International Journal of Environmental Research and Public Health. 15, 2, 335.
- Social impact in social media: A new method to evaluate the social impact of research. Pulido, C. M., Redondo-Sama, G., Sordé-Martí, T. & Flecha, R., 1 Aug 2018, In: PloS one. 13, 8, e0203117.
- El pueblo gitano: una identidad global sin territorio. Sordè, T., Flecha, R y Mircea, T. 2013. In: Democracia participativa e innovación social en el territorio, 17

- Les Reivindicacions Educatives de la Dona Gitana. Sordé, T. 01 Feb 2011. Galerada. Espanya.
- Impact of Circular Migration on Human, Political and Civil Rights – A Global Perspective, Sordé, T. 09 Jul 2016. United NAtions University.
- Romani immigrants in Spain : knocking down the walls. Sordé, T. 2010. Hipatia. Barcelona, Espanya.[1][4]